# Karłów

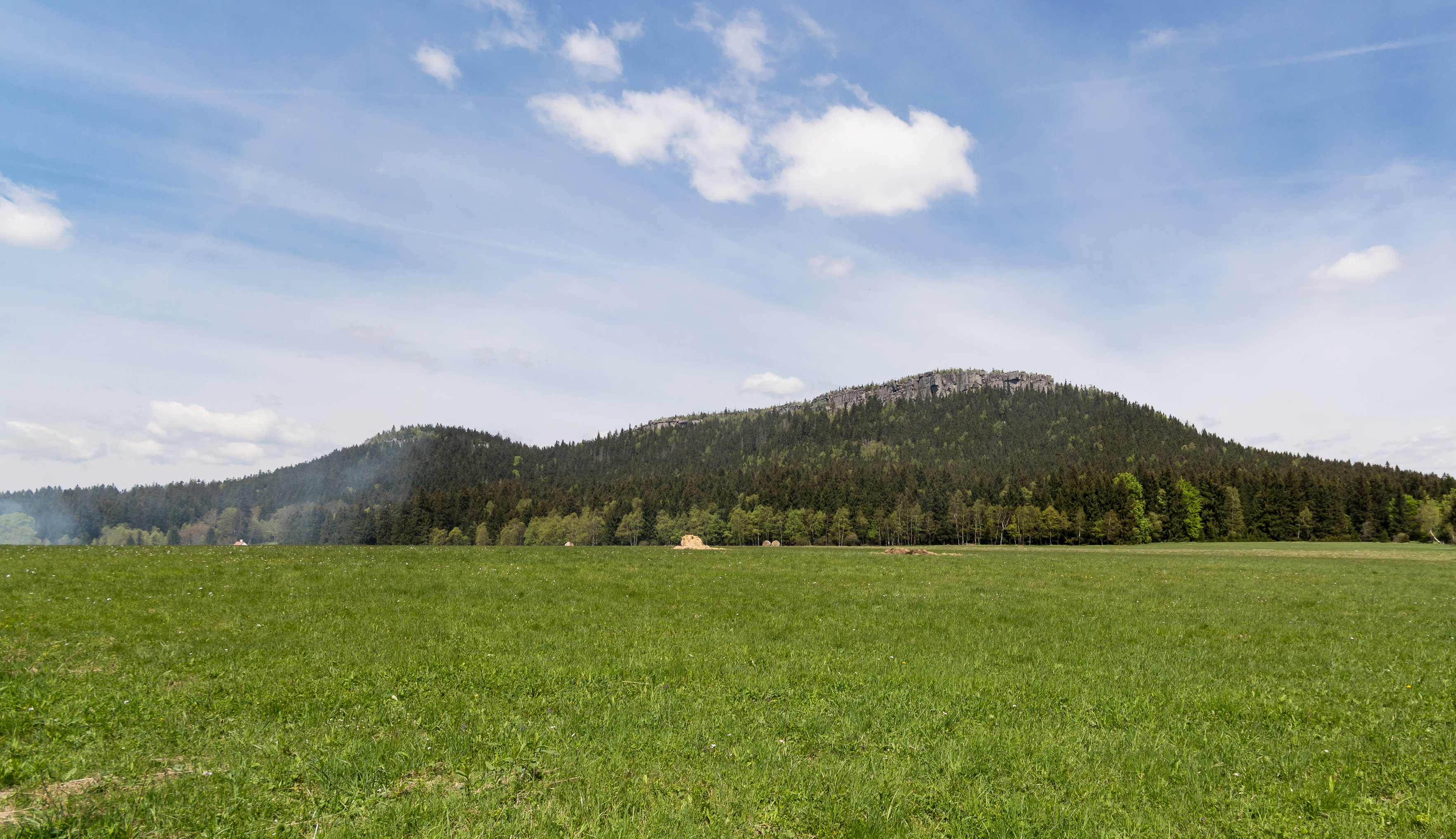
Szczeliniec Wielki widziany z Karłowa

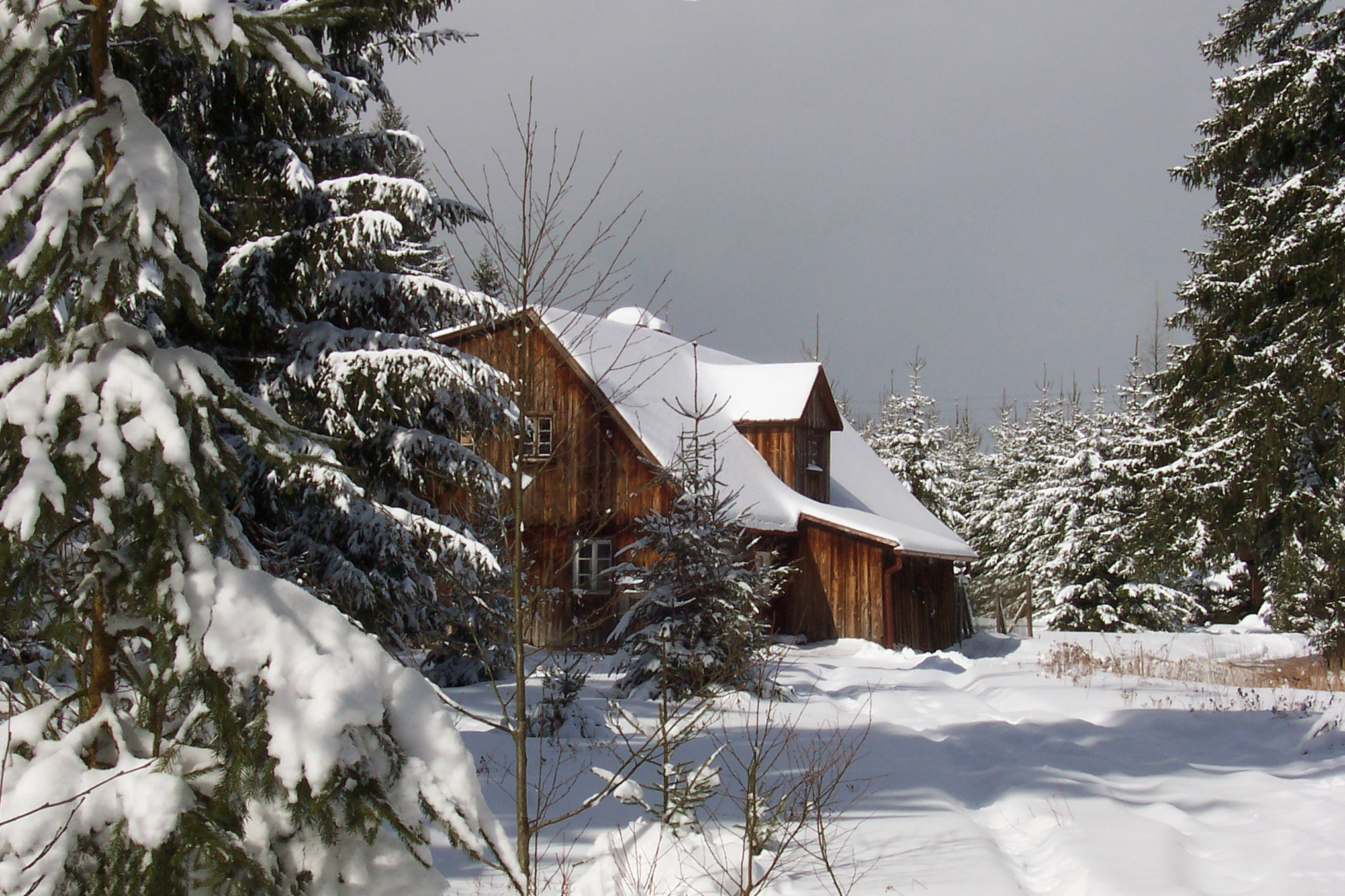
Zima w Karłowie

Karłów (niem. Karlsberg, Carlsberg, cz. Karlov, Kalasperk) – wieś w Polsce położona w województwie dolnośląskim, w powiecie kłodzkim, w gminie Radków, w Górach Stołowych u południowych podnóży Szczelińców.

## Podział administracyjny
W latach 1975–1998 miejscowość administracyjnie należała do województwa wałbrzyskiego.

## Historia
Karłów jako gmina dworska został założony w 1730 r. przez cesarza Karola VI, ostatniego męskiego potomka z dynastii Habsburgów. Na początku miejscowość zamieszkiwali Czesi (ziemia kłodzka była od wieków częścią Królestwa Czech). Pierwszego sołtysa wraz z dwoma ławnikami mianowano w 1737 r., a o randze tego urzędu świadczy pieczęć z wizerunkiem św. Michała Archanioła trzymającego wagę sprawiedliwości.

W 1945, po zakończeniu II wojny światowej wieś włączono w granice Polski, jej dotychczasowi mieszkańcy zostali wysiedleni do Niemiec. W maju 1946 oficjalnie zatwierdzono obecną nazwę.

## Fortyfikacje
W roku 1790 z polecenia króla pruskiego Fryderyka Wilhelma II na górze Ptak wzniesiono fort (zwany obecnie Fortem Karola), natomiast za Szczelińcem Małym powstała Bateria nad Pasterką. Fortyfikacje były budowane przez inżyniera-majora Bonawenturę von Raucha. W pracach uczestniczył także jego syn, świeżo upieczony absolwent wojskowej Akademii Inżynieryjnej w Poczdamie, porucznik Gustav von Rauch, późniejszy generał i pruski minister wojny. Wówczas zainteresowano się bliżej również Szczelińcem, na który wycieczki prowadził późniejszy sołtys Franz Pabel. We wspomnianym czasie mieszkający tu ludzie utrzymywali się jedynie ze zbieractwa i ścinki drzew.

## Katastrofa lotnicza
24 marca 1945 koło miejscowości rozbił się Messerschmitt Bf 109 Luftwaffe pilotowany przez Orlando Ciciaro, niemieckiego pilota pochodzenia włoskiego. Jego grób znajduje się w Szalejowie Dolnym.

## Turystyka
W Karłowie działają pensjonaty, znajduje się tu sklep spożywczy. Istnieje również punkt gastronomiczny, gdzie można zjeść podstawowe dania typu fast-food oraz ryby i dania kuchni polskiej.

Przez Karłów przebiegają liczne trasy rowerowe, w tym Międzynarodowa Trasa Rowerowa Ściany i Międzynarodowa Trasa Rowerowa Góry Stołowe. W ostatnim czasie wytyczono też trzy trasy dla narciarzy biegowych zaczynające się w Karłowie i okrążające Szczeliniec Wielki. Łączna długość tras wynosi około 50 km, a o ich profesjonalną jakość dbają zimą ratraki.
Karłow to baza wypadowa w największe atrakcje gór: Błędne Skały, Białe Skały, Kopę Śmierci, Narożnik i Szczeliniec Wielki. Przez miejscowość przebiega Szosa Stu Zakrętów, tutaj też odgałęzia się droga do Ostrej Góry z dawnym przejściem turystycznym do Czech. To także miejsce przecięcia się kilku szlaków turystycznych:
- (Główny Szlak Sudecki): Wambierzyce – Rogacz – Droga nad Urwiskiem – Karłów – Błędne Skały – Jakubowice – Kudowa-Zdrój
- droga Szklary-Samborowice – Jagielno – Przeworno – Gromnik – Biały Kościół – Żelowice – Ostra Góra – Niemcza – Gilów – Piława Dolna – Góra Parkowa – Bielawa – Kalenica – Nowa Ruda – Przełęcz pod Krępcem – Sarny – Tłumaczów – Gajów – Radków – Skalne Wrota – Pasterka – Przełęcz między Szczelińcem Wlk. a Szczelińcem Małym – Karłów – Lisia Przełęcz – Białe Skały – Skalne Grzyby – Batorówek – Batorów – Skała Józefa – Duszniki-Zdrój – Schronisko PTTK „Pod Muflonem” – Szczytna – Zamek Leśna – Polanica-Zdrój – Łomnicka Równia – Huta – Bystrzyca Kłodzka – Igliczna – Międzygórze – Przełęcz Puchacza[12]
- trawers Szczelińca Małego od szlaku  jw.
- przełęcz pod Szczelińcem Wielkim – Skalne Wrota – Radków
- Kudowa-Zdrój – Czermna – Pstrążna – Ostra Góra (turystyczne przejście graniczne z Republiką Czeską) – Pasterka – Karłów – Urwisko Batorowskie – Batorów – Garncarz – Polanica-Zdrój
- Karłów – Kopa Śmierci – Łężyce – Duszniki-Zdrój

## Osoby związane z Karłowem
- Franz Pabel (1773–1861) – sołtys Karłowa, pierwszy oficjalnie mianowany przewodnik turystyczny w Sudetach[11].